# Vera Moll
Vera Lúcia Gonçalves Moll (Campos dos Goytacazes, 8 de agosto de 1945) é uma escritora brasileira. 
Formou-se em Filosofia pela Universidade Santa Úrsula. Estreou na literatura em 1981, com o romance Teias de Aranha.

## Obras
- 1981 - Teias de Aranha (Antares)
- 1996 - Um Homem Delicado (Uapê)
- 1998 - Mulher de Bandido (Uapê)
- 2001 - Meu Adorado Pedro (Bom Texto)
- 2011 - O Vestido Vermelho (Bom Texto)[2]
- 2013 - O Barão do Café - Memórias de Uma Família Brasileira, com Sonia Gonçalves Mileipe[3]